# اريك كيارني
اريك كيارني (بالإنجليزية: Eric Kearney)‏ هو سياسي أمريكي، ولد في 27 أكتوبر 1963 بسينسيناتي في الولايات المتحدة. حزبياً، نشط في الحزب الديمقراطي.